# Humilis
Humilis är en molnart som förkortas hum. Arten förekommer endast hos huvudmolnslaget cumulus. Namnet ges till platta cumulusmoln med endast liten vertikal utsträckning. Då flera moln förekommer har de ofta samma utseende. 

## Cumulus humilis
Cumulus humilis (förkortas Cu hum) är moln som oftast uppträder på mellan 500 och 1000 meters höjd. Molnen har utplattad form och ger ett intryck av att vara lätta. De kan uppträda tillsammans med andra molntyper, men när de är ensamma på en i övrigt blå himmel indikerar detta att vädret kommer fortsätta vara fint i åtminstone några timmar till, vilket har givit dem smeknamnet vackertvädermoln (alternativt vackerväderstackmoln eller vackertvädercumulus).
Om cumulus humilis fortsätter att växa utvecklas de till att bli cumulus mediocris. Då även cumulus mediocris inte är nederbördsgivande förekommer det att även de kallas vackertvädermoln.
Cumulus humilis bildas ofta över land på soliga morgnar.